# José Inagaki
José Bruce Inagaki Mendoza (ur. 16 grudnia 1965) – peruwiański zapaśnik walczący w obu stylach. Olimpijczyk z Los Angeles 1984, gdzie odpadł w eliminacjach w kategorii 62 kg, w stylu wolnym.
Srebrny medalista mistrzostw Ameryki Południowej w 1983 roku.